# 유성 분기점
유성 분기점(儒城分岐點, Yuseong Junction, 유성JC)은 대전광역시 유성구 하기동에 설치된 서산영덕고속도로와 호남고속도로지선이 만나는 분기점이다.

## 연혁
- 1997년 6월 2일 : 대전도시계획시설 교통광장으로 신성 분기점을 고시[1]
- 2000년 7월 31일 : 대전광역시 도시계획시설 교통광장에 유성 분기점을 재고시[2]
- 2009년 5월 28일 : 당진상주고속도로 당진 ~ 대전 구간 개통에 따라 개통[3]

## 구조물 정보
- 위치: 대전광역시 유성구 하기동

## 접속하는 노선

### 서산방면
- 서산영덕고속도로 (13번)

### 영덕・대전방면
- 서산영덕고속도로 (13번), 호남고속도로지선 (6번) (중첩구간)

### 논산방면
- 호남고속도로지선 (6번)